# 拉巴斯唐斯
拉巴斯唐斯（法語：Rabastens，法語發音：[ʁabastɛ̃s]）是法国奥克西塔尼大区塔恩省的一个市镇，位于该省西南部，属于阿尔比区。

## 地名
该地名“Rabastens”发音为[ʁabastɛ̃s]，末尾字母“s”发音，《世界地名翻译大辞典》与《世界地名译名词典》将其误译作“拉巴斯唐”。

## 地理
拉巴斯唐斯（43°49'20"N, 1°43'31"E）面积66.29 平方千米，位于法国奧克西塔尼大區塔恩省，该省份为法国南部内陆省份，北起顺时针与阿韦龙省、埃罗省、奥德省、上加龙省和塔恩-加龙省接壤。
与拉巴斯唐斯接壤的市镇（或旧市镇、城区）包括：萨尔瓦尼亚克、库富勒、格拉扎克、塔恩河畔利勒、卢皮亚克、梅藏、圣叙尔皮斯拉潘特。
拉巴斯唐斯的时区为UTC+01:00、UTC+02:00（夏令时）。

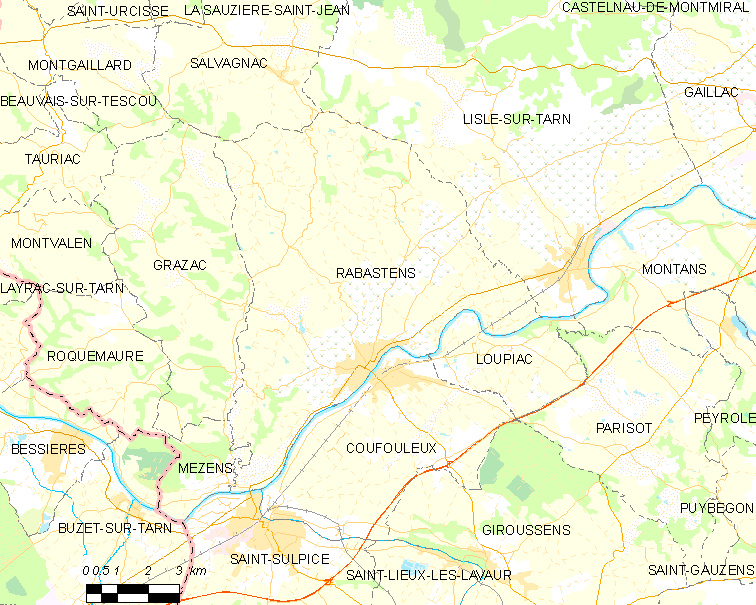
拉巴斯唐斯的OSM定位图

## 行政
拉巴斯唐斯的邮政编码为81800，INSEE市镇编码为81220。

## 政治
拉巴斯唐斯所属的省级选区为葡萄园与城堡庄园县。

## 人口

1962-2008年间拉巴斯唐斯人口变化图示

拉巴斯唐斯于2022年1月1日时的人口数量为5801人。